# Ophthalmosauria
De Ophthalmosauria zijn een groep uitgestorven zeedieren, behorend tot de Ichthyosauria, die leefde tijdens het Mesozoïcum.
In 1999 definieerde Ryosuke Motani een klade Ophthalmosauria als de groep bestaande uit de laatste gemeenschappelijke voorouder van Brachypterygius extremus en Ophthalmosaurus icenicus, en al zijn afstammelingen. De naam is afgeleid van Ophtalmosaurus
Motani wist enkele gedeelde afgeleide kenmerken, synapomorfieën, van de groep vast te stellen. Op het achterhoofd is rond de condylus occipitalis het oppervlak van het os basioccipitale gereduceerd. In de onderkaak is het angulare in zijaanzicht zichtbaar tot wel aan het surangulare toe. De onderarm heeft een extra element vóór het spaakbeen en dit derde bot draagt ook een extra vinger.
Tot de ophtalmosauriërs behoort een aantal van de meest afgeleide soorten van de ichthyosauriërs. De groep ontstond in het Vroeg-Jura en stierf uit in het vroege Laat-Krijt.